# Xochimilco
Xochimilco is een van de zestien gemeentes van Mexico-Stad. Xochimilco had 415.933 inwoners in 2015.
In Xochimilco bevinden zich veel kanalen, waarin zich nog chinampas, drijvende tuinen bevinden. De chinampas van Xochimilco zijn de enige resterende voorbeelden van deze vorm van land- en tuinbouw die kenmerkend was voor de Mexicacultuur rond Tenochtitlan. Xochimilco is een belangrijke toeristenattractie. De naam komt uit het Nahuatl en betekent "plaats van het bloemenveld". Het werd ten tijde van Acamapichtli door de Azteken onderworpen. Destijds lag het nog aan het Meer van Xochimilco, maar dat is de afgelopen eeuwen grotendeels drooggevallen. Het Xochimilcomeer is ook de enige plek ter wereld waar Axolotls voorkomen.

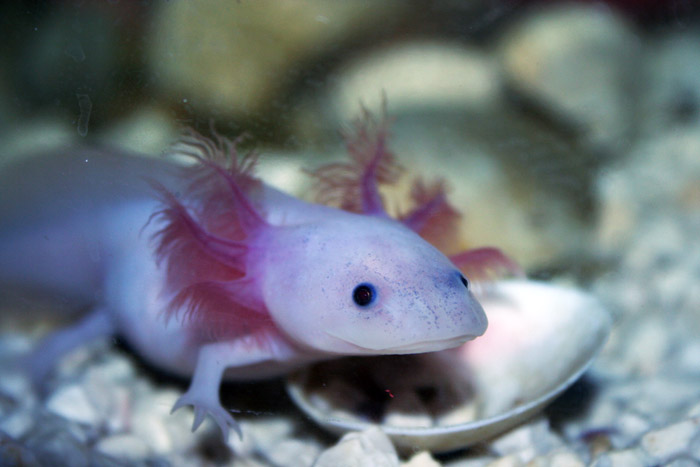
Axolotl

De gemeente heeft sinds 1910 een stadstramlijn.

## Werelderfgoed
Xochimilco is opgenomen in de Werelderfgoedlijst van de UNESCO.